# Обични људи (ТВ серија)
Обични људи (хрв. Obični ljudi) хрватска је теленовела, снимана током 2006. и 2007.
У Србији је приказивана током 2006. и 2007. на телевизији Пинк.

## Синопсис
„Обични људи“ је једна урбана прича, која прати живот три сестре и њихових родитеља глумаца, од којих свака има тотално различит животни пут. На различит начин, у њиховим животима и животима људи који их окружују, преламају се и њихове фрустрације из детињства: одласком њихове мајке Каролине кад је Вањи (најстаријој) било 11, Матији (средњој) 7, а Саши (најмлађој) су тада биле 3 године. Прича прати њихове животе у тренутку кад свака има свој живот и/или породицу. Након одласка Каролине, најстарија сестра одиграла је „мајчинску фигуру“ у породици. Вања успешно води ресторан са својом пријатељицом Тамаром и већ је дуго година у вези са Робертом Кнежевићем. Најемотивнија сестра Матија, у браку је са Луком Драганом, сином Анте Драгана, једног од најуспешнијих ауто-заступника у Хрватској. Лука, као и његов брат Павле, ради за оца у ауто-кући Драган. Лука Драган је такође у вези са Ивом Драган, женом свог брата Павла. Најмлађа сестра, Саша Кинцл, дипломирала је медицину, и ради на загребачкој Пешченици. Такође, она је у вези са Славеном, момком који се цео живот шлепа уз њу. Паралелно пратимо и живот те херцеговачке породице. У тренутку почетка приче, Каролина добија велику глумачку шансу: улогу жене свог бившег супруга и оца три сестре, Ивице, у обновљеној серији која је њему донела славу...

## Ликови
- Ивица Кинцл (Аљоша Вучковић) - Отац Вање, Матије, и Саше. Некад изузетно згодан и популаран глумац, заборављен пред крај осамдесетих, процватом телевизијске продукције у Хрватској постаје велика звезда теленовеле «Жене мог живота» у којој игра савршеног оца три кћерке након природне смрти њихове мајке. Током серије откриће се љубавна веза између њега и глумице која игра његову најмлађу кћер. Као отац, Ивица није био ни посебно лош ни посебно добар: након Каролининог одласка носио се са новонасталом ситуацијом како је знао и умео, па је сав срећан прихватио труд своје најстарије кћерке. Типични шашави остарели глумац који пролази нову глумачку младост. Након што се Каролина прикључи глумачкој екипи серије, њих су двоје присиљени да обнове однос који ће током серије проћи кроз најразличитије фазе.
- Каролина Кинцл (Лела Маргитић) - Мајка три прекрасних кћери, глумица која се још на Академији удала за тада најпопуларнијег и најперспективнијег младог глумца, односно првог са којим је изашла. Иако прелепа и талентована, најбоље је године изгубила у рађању и одгајању деце, и док је каријера њеног мужа расла, она је стајала по страни и падала у заборав. У том тренутку упознаје «човека свог живота», одлази са њим, остављајући своју породицу. Двадесет година касније, иза себе има још три пропала брака и мноштво младих љубавника, па ситне роле на телевизији и у радио-драмама. Све време сања о копродукцијама које ће се догодити и претворити у међународну звезду. Нема грижу савести због свог одласка од деце, тврди да им је било боље без ње него са њом. У тренутку почетка наше приче, Каролина добија велику глумачку шансу: улогу жене свог бившег супруга у обновљеној серији која је њему донела славу...
- Вања Кинцл (Ванеса Радман) - Најстарија од три сестре је, практично, након одласка њихове мајке Каролине, одиграла улогу «мајчинске фигуре у породици». Током одрастања претворила се у изузетно снажну и способну жену, изнад свега самосталну и амбициозну. Због тешке улоге замене за мајку коју је била присиљена да одигра, одрасла Вања зазире од везивања и стварања породице у традиционалном смислу те речи. У вези је са растављеним човеком, са којим не живи и не планира да има децу, уз изговор да је она већ давно одгајила троје деце (укључујући и себе). Са најбољом пријатељицом Тамаром отворила је ресторан у центру Загреба. Концентрисана је на посао.
- Матија Кинцл-Драган (Ана Мајхенић) - Најемотивнија од три сестре, која је од детињства сањала о савршеном венчању, улози домаћице и мајке. Удала се за првог озбиљног дечка (богатог, наравно), и одмах након венчања оставила посао у нади да ће родити дете, али врло брзо постаје јасно да «савршен пар» има проблем у стварању детета, што ће Матију и брак који се трудила да прикаже савршеним на свим пољима (типично «елитно» загребачки) довести у многе емотивне кризе. Уз све, Матија је прогоњена и «кривицом из младости».
- Саша Кинцл (Хелена Минић) - Најмлађа сестра, уједно и она која има најбољи однос са мајком. Као беспрекорна студенткиња дипломирала је на медицинском факултету и у тренутку почетка приче почиње да ради као доктор опште медицине на загребачкој Пешченици, где ће се сусрести са разним ликовима из самог дна друштва. Одлучна у томе да никад неће тражити помоћ од сестара, живи скромно ношена младеначким идеалима о лекарском занимању.
- Анте Драган (Зијад Грачић) - Отац Луке и Павла, власник једне од најуспешнијих ауто-кућа у Хрватској. Харизматични и шармантни мушкарац, којем је породица светиња, али који исто тако сматра да су излети са стране нормалан потез сваког мушкарца. Упитно је како је од возача камиона постао успешан пословни човек. Очито је да је млађи син Лука покупио доста његових гена.
- Вера Драган (Власта Рамљак) - Мајка Павла и Луке. Посветила је живот одгајању синова и подржавању мужа. Током брака често је знала да зажмури на једно око због «мира у кући». Оба сина изузетно су везани за мајку и оца, а Вера је као мајка, свекрва и бака ослонац целе породице.
- Лука Драган (Петар Ћиритовић) - Матијин муж, типични припадник загребачке «златне младежи». Љубитељ раскошних излазака, опијања, дроге, брзе вожње, народњака и лаких жена. Ради за оца, са којим има однос између љубави и мржње: из жеље да се докаже, прави грешке, па ће на крају опасно заглибити и у криминал. Брак са Матијом доживљава као нешто трајно, на што његови чести излети са стране не би требало да утичу.
- Павле Драган (Јанко Поповић Воларић) - Лукин брат, по природи скромнији и пристојнији, дечко који је заиста заљубљен у породични посао, али и своју жену Иву, са којом има сина. Склон је прикривању братових мутних потеза.
- Ива Драган (Маријана Микулић) - Млада Павлина жена. Херцеговка, одгајена традиционално. Рано се удала и остала трудна. Као млада девојка била је лудо заљубљена у Луку, али након једне ноћи секса, схвата да од њега никад неће добити више од тога. На брзину се спетљала са Павлом и удала за њега. Живе у истој кући, што јој јако тешко пада, бори се са још увек актуелним осећањима према Луки и одговорности према мужу и детету.
- Тамара Томић (Ксенија Пајић) - Вањина најбоља пријатељица, самостална четрдесетогодишњакиња која изгледа и понаша се као да има тридесет. Навучена на млађе мушкарце, одећу и изласке.
- Ема Кнез (Тамара Гарбајс) - Млада глумица која се враћа из Америке. Као дете играла је Кинцлову најмлађу ћерку у серији Жене мог живота.
- Хана Хрватин (Зринка Кушевић) - Сашина најбоља пријатељица, реална, искрена и иронична. Често служи као раме за плакање. Запослена у Хитној помоћи.
- Славен Бартуловић (Озрен Опачић) - Сашин дугогодишњи дечко, вечити студент медицине и неко ко се уз њу шлепа цели живот. За разлику од ње, размажен и неодлучан.
- Роберт Кнежевић (Роберт Курбаша) - 35-годишњак у феноменалној форми, тренер таи чија, јоге и сличних источњачких полу-производа. Из пропалог брака има 14-годишњег сина Ведрана, који му је све на свету, али уједно и проблематични тинејџер кога је пубертет стигао у најгорем облику. Заљубљен у Вању, и уверен да је у њој пронашао жену са којом ће провести остатак живота. Деле љубав према лежерности везе, самосталности, и жељи да немају децу. Проблеми у вези почињу досељавањем његовог проблематичног сина код њега, а кулминираће у тренутку кад Вања оживи своју закаснелу жељу за правом породицом.

## Занимљивости
- Серија је изазвала многе полемике након што се приметила фрапантна сличност између радње теленовеле и књиге Тонија Парсонса „Права породица“ (Family way). Ауторка сценарија, глумица Јелена Вељача, је признала да јој је књига послужила као инспирација, али је негирала да је теленовела копија радње књиге.
- Серија је у почетку требало да има 160 епизода, али је радња продужена, па је на крају снимљено 170 епизода.
- Аљоши Вучковићу ово није била прва улога у једној теленовели. Глумио је Вука Деспотовића у првој српској теленовели Јелена.
- Ово је прва улога глумице Ванесе Радман у Хрватској, након њеног повратка из Немачке.
- Глумци Лела Маргитић и Борис Михољевић су у стварном животу бивши муж и жена, а у серији је у неколико епизода глумила и њихова ћерка Јелена Михољевић (Каролинин психијатар).
- Улогу Марије, Ивине мајке, у почетку је тумачила друга глумица. У каснијим епизодама, лик Марије се вратио у серију, али тад ју је играла глумица Катја Жупић.
- У медијима се причало како се Роман Мајетић, власник АВА продукције, није слагао са једном од главних глумица. Спекулисало се како је реч о Ани Мајхенић (Матија), чији је лик средином серије пада у кому, и буди се тек пред крај серије.
- Леона Парамински је тврдила да никада не би глумила сапуницама или теленовелама, али се ипак појавила у неколико епизода Обичних људи.

## Улоге
| Глумац:                | Лик:                   |
| ---------------------- | ---------------------- |
| Аљоша Вучковић         | Ивица Кинцл            |
| Лела Маргитић          | Каролина Кинцл         |
| Хелена Минић           | Саша Кинцл             |
| Петар Ћиритовић        | Лука Драган            |
| Ванеса Радман          | Вања Кинцл             |
| Зијад Грачић           | Анте Драган            |
| Ана Мајхенић           | Матија Кинцл           |
| Ксенија Пајић          | Тамара                 |
| Маријана Микулић       | Ива Драган             |
| Јанко Поповић Воларић  | Павле Драган           |
| Власта Рамљак          | Вера Драган            |
| Роберт Курбаша         | Роберт Кнежевић        |
| Тамара Гарбајс         | Ема Кнез               |
| Реља Башић             | Режисер Бранко         |
| Инес Бојанић           | Бојана Немет           |
| Борис Михољевић        | Драго                  |
| Леона Парамински       | Долорес                |
| Стефан Капичић         | Игор Николић           |
| Озрен Опачић           | Славен Бартуловић      |
| Стипе Костанић         | Леон Левај             |
| Горана Марин           | Алиса                  |
| Златко Ожболт          | Петар Ковач            |
| Лорена Носић           | Мартина Треер          |
| Зринка Кушевић         | Хана Хрватин           |
| Јосипа Павичић         | Марта Стилиновић       |
| Марко Мајсторовић      | Инспектор Баришић      |
| Божидар Орешковић      | Инспектор Густав Сова  |
| Ранко Зидарић          | Дамјан                 |
| Кристијан Угрина       | Италијан Паоло         |
| Вишња Бабић            | Др Новосел             |
| Младен Чутура          | Послодавац             |
| Ђорђе Кукуљица         | Клијент                |
| Горан Рибарић          | Ведран Кнежевић        |
| Данијела Чолић Призмић | Лена                   |
| Мирела Брекало Поповић | Јасна Бартуловић       |
| Сања Марин             | Шефица маркетинга Сања |
| Борис Бакал            | Немац                  |
| Свен Мађаревић         | Бобо                   |
| Предраг Петровић       | Адвокат Нико           |
| Божидар Алић           | Продуцент              |
| Роберт Бошковић        | Шеф маркетинга         |
| Давор Гарић            | Јан                    |
| Ивица Пуцар            | Себастијан Шимић       |
| Катја Зупчић           | Марија                 |
| Јелена Михољевић       | Психијатарка           |
| Александар Панџић      | Конобар Стипе          |
| Миа Оремовић           | Чистачица              |
| Вида Јерман            |                        |